# نحام أكبر
النُّحَام الأكبر أو النحام الكبير (الاسم العلمي: Phoenicopterus roseus) ، هو طائر وردي اللون ينتمي إلى فصيلة النحام الوردي.

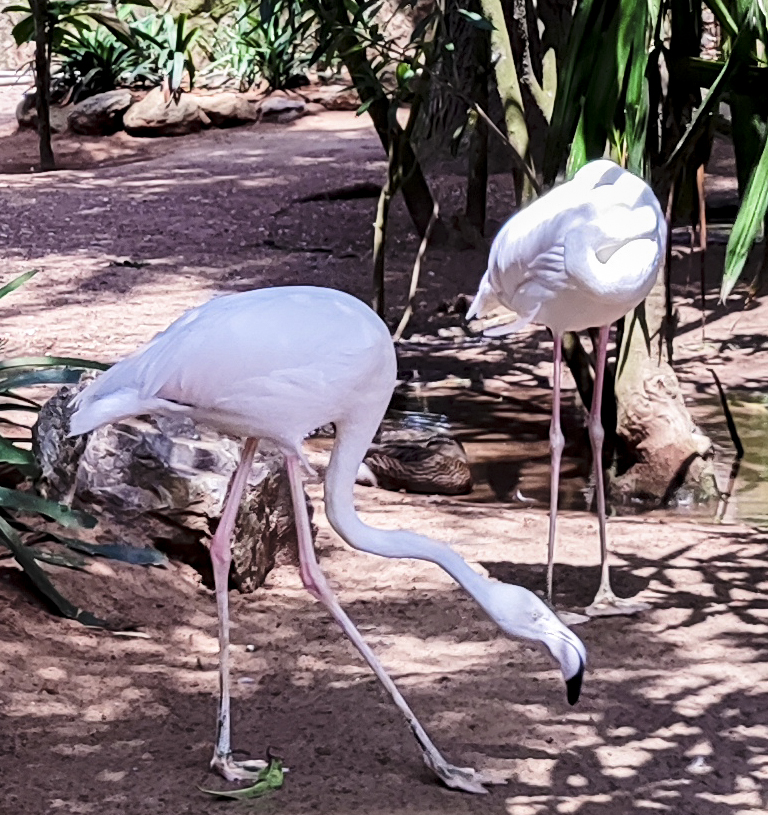
نحام أكبر من الحدائق العجيبة لبوقنادل بالمغرب

## وصلات خارجية
- الحيوان البري في البلاد العربية من الموسوعة العربية العالمية
- موقع طيور الكويت فيه صور لطائر الهدهد في الكويت وغيره من الطيور